# Гидрия
Ги́дрия (др.-греч. ὑδρείον, ὑδρία — водяной кувшин, сосуд, от (др.-греч. ὑδωρ — вода) — древнегреческий сосуд, кувшин для воды из керамики или бронзы.

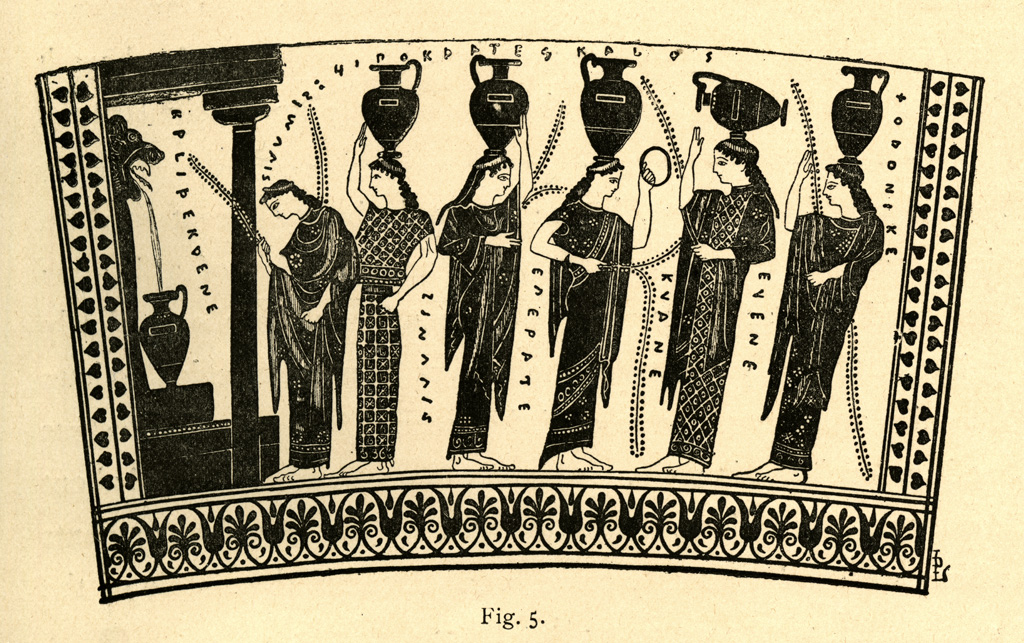
Девушки-гречанки у источника нимфы Каллирои. Рисунок с аттической гидрии. Британский музей, Лондон

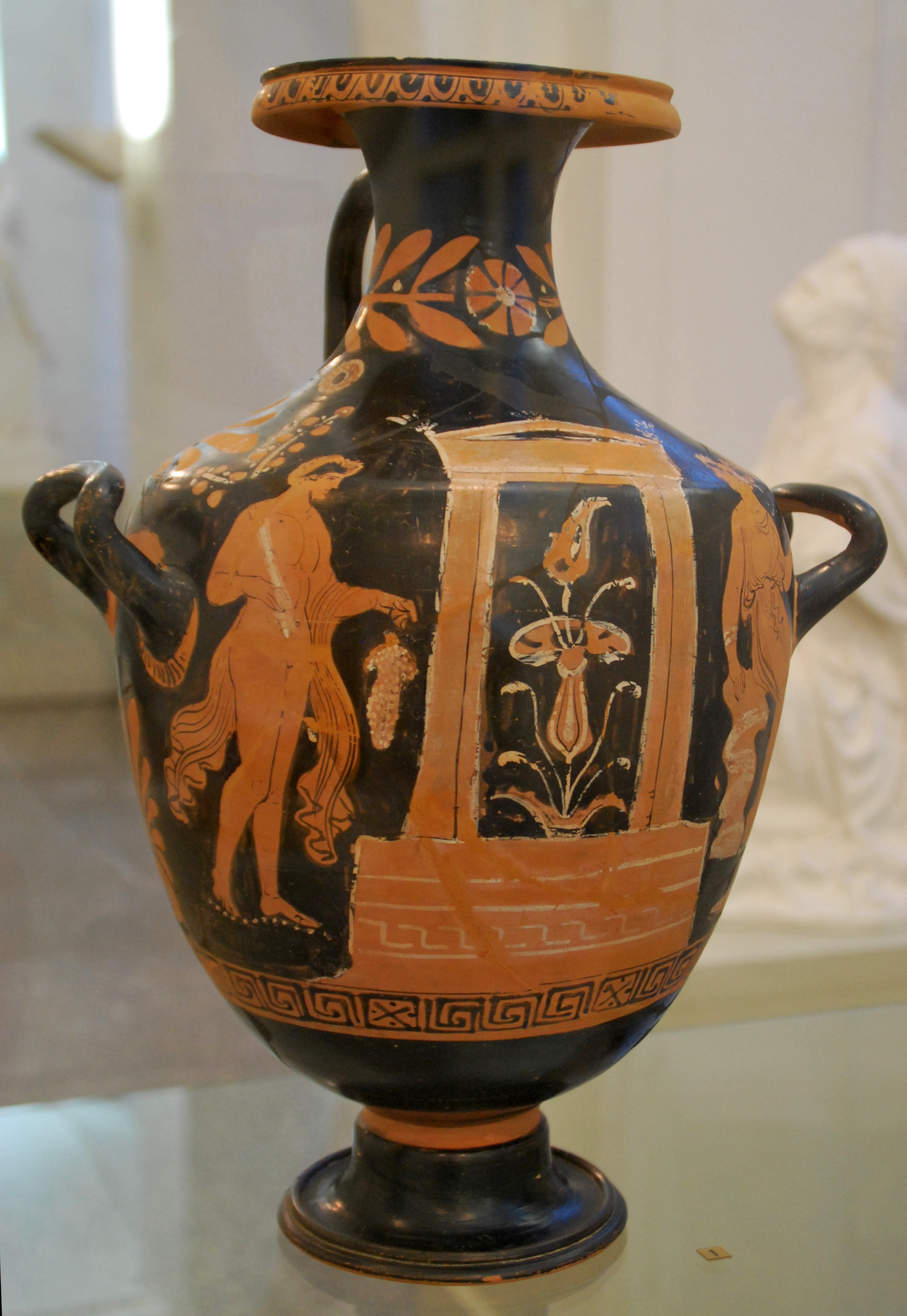
Апулийская гидрия с росписью краснофигурного стиля. Ок. 350 г. до н. э. Античное собрание, Киль

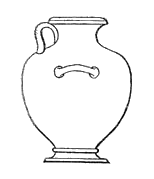
Античная гидрия. Схема

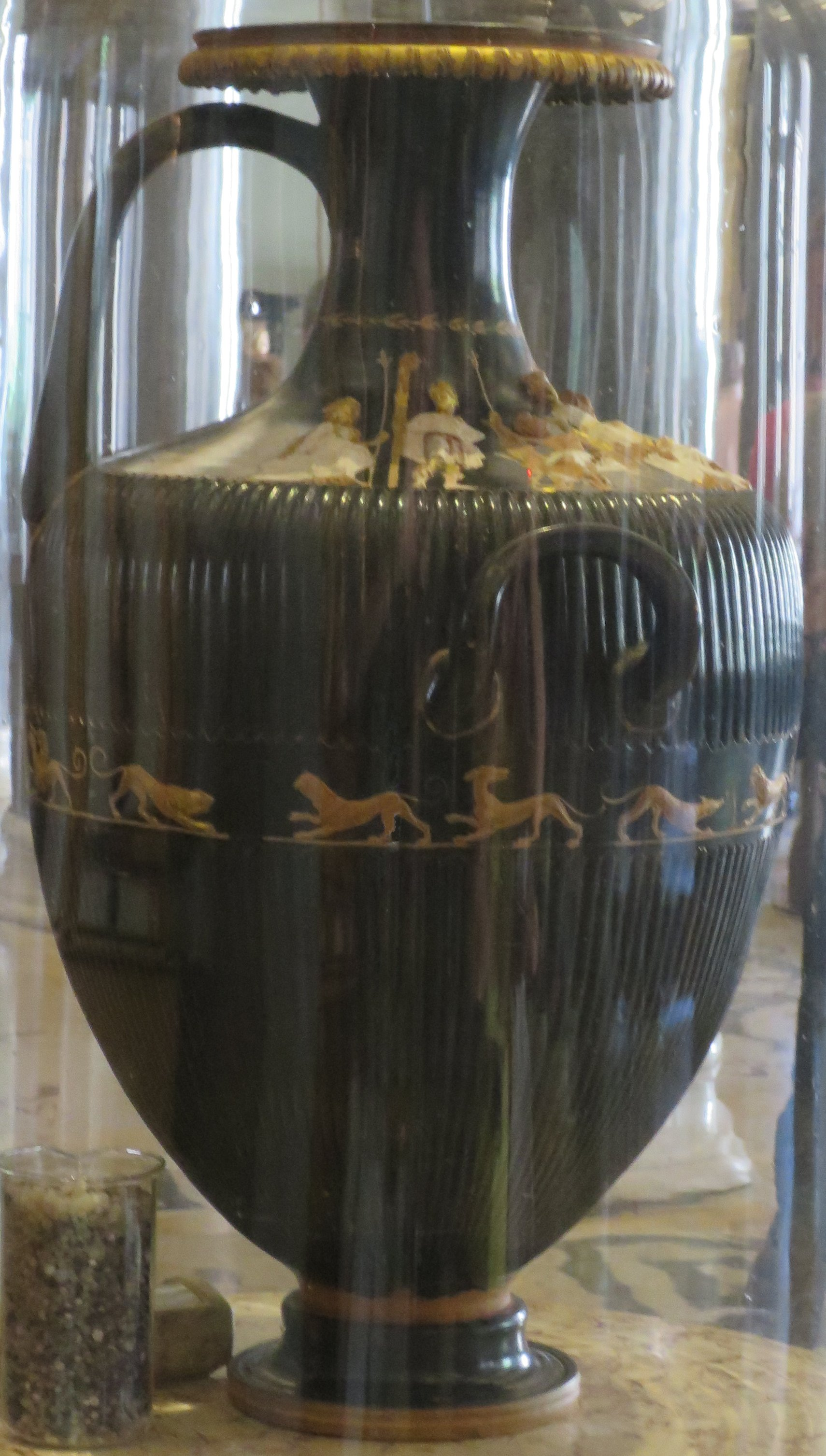
Кумская гидрия (Regina Vasorum). IV в. до н. э. Государственный Эрмитаж, Санкт-Петербург

Отличительной особенностью древнегреческой гидрии являются три ручки: две из них расположены горизонтально по бокам, за них сосуд держали обеими руками, подставляя его под бьющую из источника струю воды. За третью, вертикальную ручку, расположенную посередине, удобно носить пустую гидрию либо разливать из неё воду в более мелкие сосуды или чаши. «С гидриями девушки ходили за водой к источнику; наполненный сосуд несли на голове либо на плече, придерживая его одной рукой. Такие изображения можно видеть в росписях этих же сосудов».
Закономерности формообразования древнегреческой гидрии в сравнении с такими же закономерностями в архитектуре изложил в своей «Практической эстетике» архитектор и теоретик Готфрид Земпер. Гидрии, так же, как амфоры, лекифы и лутрофоры, использовали и в заупокойном культе для хранения пепла усопших. Древние эллины верили, что в гидриях живёт душа покойника, поэтому такие сосуды ставили на могилы.
Гидрии известны с архаической эпохи; в искусстве Крита гидрии отличаются стройными пропорциями, в сосудах геометрического стиля шейка чётко отделена от тулова сосуда; дальнейшая эволюция, начиная с VI в. до н. э., приводит к более обтекаемой форме.
Миниатюрные гидрии получили название гидриск. В поздний, эллинистический период гидрию в заупокойном культе частично заменил другой сосуд — кальпида (др.-греч. καλπίς — кружка). Он имеет сужающееся книзу округлое тулово, высокие «плечики» и две вертикальные ручки по бокам. Сверху иногда имеется крышка с ручкой в форме бутона или шишки пинии.
Шедевром античного искусства является знаменитая Кумская гидрия, или «Царица ваз» (Regina Vasorum). Она хранится в собрании Санкт-Петербургского Эрмитажа. «Царицей ваз» за красоту силуэта и изящество пропорций назвал это произведение русский писатель Д. В. Григорович, автор путеводителя «Прогулка по Эрмитажу» (1865). Ваза происходит из раскопок в итальянской Кампании, в захоронении близ г. Кумы на побережье Неаполитанского залива. Она была приобретена российским правительством в 1861 году в числе пяти тысяч античных сосудов, мраморных скульптур и изделий из бронзы, входивших в распроданную по частям коллекцию маркиза Дж. П. Кампана.
Ваза представляет собой гидрию, сосуд для воды, особенностью которого, как обычно, являются три ручки: две расположены горизонтально по бокам, а третья — вертикальная, как у кувшина. «Но даже при первом взгляде на это произведение возникает сомнение в возможности его утилитарного использования. Высота гидрии — 65,6 см. Более полуметра! Попробуйте поднять такой сосуд, предварительно наполнив его водой. А как же девушки, носившие гидрии с водой на голове?». Понятно, что мастер задумывал свое произведение иначе, его утилитарная функция символична. «Никто и не думал наливать в такой сосуд воду, хотя форма и конструкция этого предмета не претерпели никаких изменений в сравнении с аналогичными сосудами меньшего размера, которые использовали в быту».
Художественная ценность «Кумской гидрии» состоит не в гармонии функции, формы и декора (хотя расцвеченные рельефы, изображающие божества Элевсинских мистерий, имеют важное, вероятно, культовое, значение), а в символическом преображении формы сосуда, которая начинает напоминать фигуру тех самых гречанок, которые ходили за водой с гидриями меньших размеров. Можно представить себе хозяина такого дорогого предмета, который заказал его известному мастеру, чтобы показывать гостям, демонстрируя свой вкус и благосостояние, поместив на самое видное место в доме. Особенности формы и декора Кумской гидрии свидетельствуют о её относительно позднем происхождении (IV в. до н. э.) и о свойственной этому времени тенденции преобладания декоративного начала над утилитарным.